# Horisme angustealata
Horisme angustealata là một loài bướm đêm trong họ Geometridae.